# Model Treaty
Il Model Treaty, o Piano del 1776, era un modello per i trattati commerciali che gli Stati Uniti intendevano stipulare con le potenze straniere durante la Rivoluzione Americana contro la Gran Bretagna. Fu redatto dal Secondo congresso continentale per assicurare risorse economiche per lo sforzo bellico e per fungere da guida idealistica per future relazioni e trattati tra il nuovo governo americano e altre nazioni. Il Model Treaty segnò quindi il punto di svolta della rivoluzione verso la ricerca dell'indipendenza, ed è successivamente considerato una pietra miliare nelle relazioni estere degli Stati Uniti.